# Indira-Gandhi-Nationalpark
Der Indira-Gandhi-Nationalpark ist ein Nationalpark in Tamil Nadu im Süden Indiens. Der seit 1976 bestehende Nationalpark hieß ursprünglich Anaimalai-Nationalpark und erhielt seinen aktuellen Namen zu Ehren von Indira Gandhi, der ehemaligen Premierministerin von Indien.

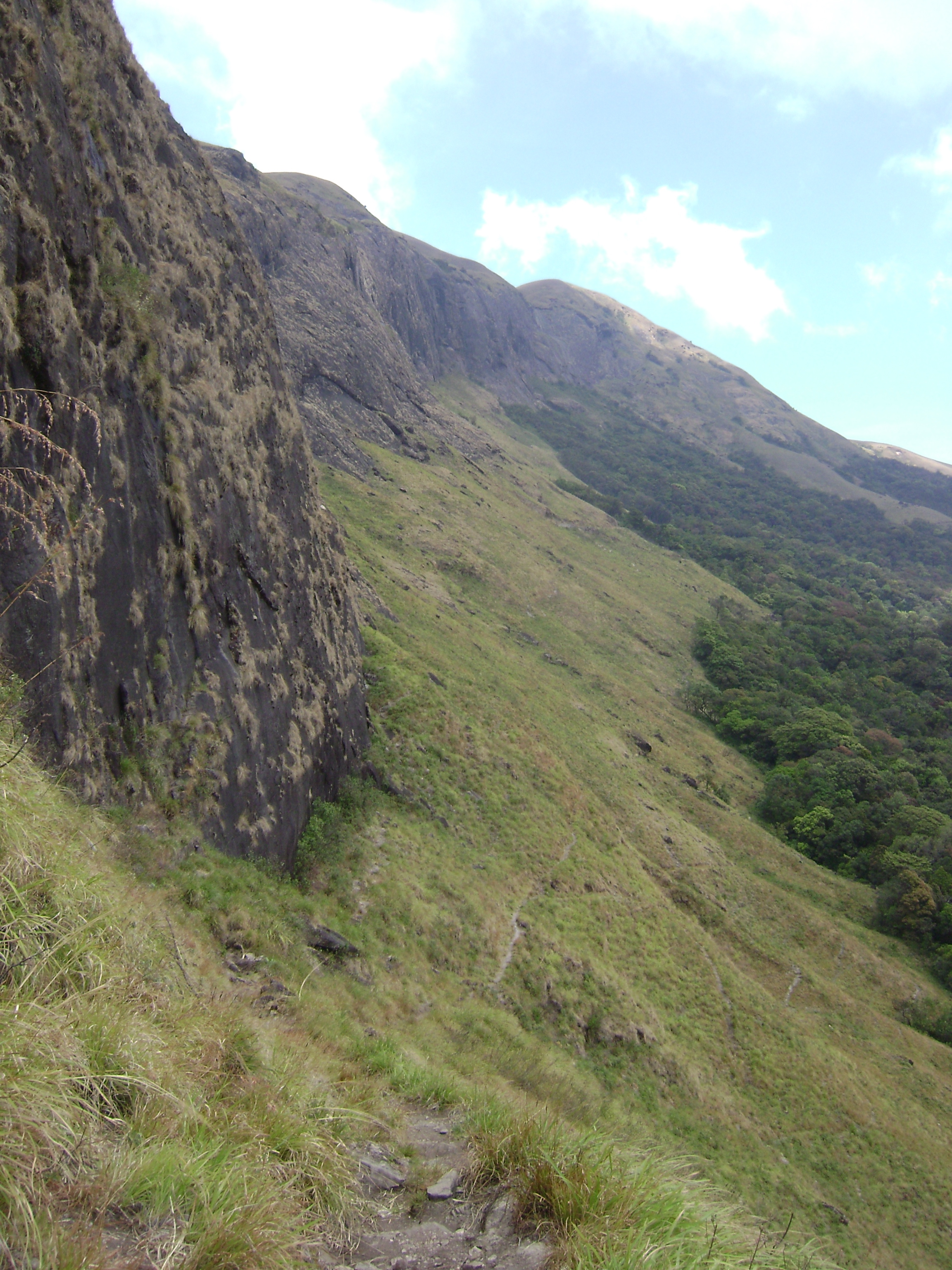
Berglandschaft im Nationalpark

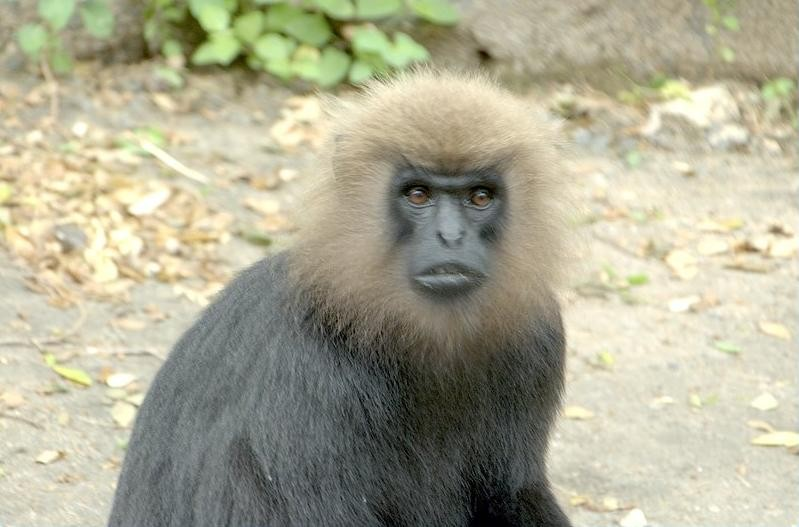
Der Nilgiri-Langur ist ein typisches Wildtier der Region

## Lage, Landschaft und Vegetation
Der Nationalpark liegt in den Westghats im südindischen Bundesstaat Tamil Nadu. Das Gebiet des Nationalparks erstreckt sich über die Distrikte Coimbatore und Tiruppur. Die Berge der Region werden als Anaimalais (Elefantenberge) bezeichnet. Das geschützte Gebiet (Indira-Gandhi-Wildreservat und Nationalpark) erstreckt sich über eine Fläche von insgesamt 958 Quadratkilometern. Die niedrigsten Teile des Reservats liegen an den Füßen der Berge auf etwa 300 Metern. Die höchsten Lagen im Valparai-Plateau reichen bis auf 1250 Meter. Die Pflanzenwelt reicht von trockenen Dornenwäldern in den tieferen Lagen über halbimmergrüne Wälder bis zu Grasgebieten und immergrünen Regen- und Bambuswäldern. Die lokale Bevölkerung des Reservats gehört im Wesentlichen kleineren Adivasi-Volksgruppen, etwa den Kadar, Malasar, Malai Malasar, Muduvar, Pulayar und Eravalar an. Diese werden zum Teil als Parkaufseher und in Anti-Wilderer-Einheiten eingesetzt.

## Tierwelt
Die vielgestaltige Landschaft spiegelt sich in einer äußerst artenreichen Tierwelt. Darunter sind die Elefantenherden des Parks wohl die prominentesten Bewohner. Darüber hinaus ist der Nilgiri-Tahr, der nur im Süden Indiens vorkommt, eine besonders charakteristische Art des Parks. Weitere Pflanzenfresser sind Gaure, Sambarhirsche, Axishirsche, Muntjaks, Kantschile, und Wildschweine. Auch große Raubtiere wie Tiger, Leoparden, Lippenbären und Asiatische Wildhunde sind im Park vorhanden. Kleinere Räuber sind Bengalkatze, Rohrkatze, Bengalfuchs, Kleine Indische Zibetkatze, Fleckenmusang, Indische Rotmanguste, Halsstreifenmanguste, Fischotter, Weichfellotter und Indischer Charsa-Marder. Primaten sind durch Indische Hutaffen, Hanuman-Languren, Nilgiri-Languren, Bartaffen und Schlankloris vertreten. Weitere auffällig Säugetiere sind das Indische Schuppentier, das Indische Stachelschwein sowie verschiedene Hörnchen, Hasen und Flughunde.
Unter den über 300 Vogelarten ist der imposante Doppelhornvogel als Charakterart der Südindischen Wälder hervorzuheben. Zu den größten Reptilienarten zählen das Sumpfkrokodil und der Bengalenwaran.